# Скорпіон (спецпідрозділ)
Скорпіон — загін спеціального призначення внутрішніх військ МВС України, заснований за часів першої каденції НГУ на базі 14-го полку 5-ї дивізії, завданням якого є проведення антитерористичних та анти-диверсійних заходів на атомних об'єктах.
За основу геральдичної символіки та назви даного утворення силових структур узято хижого Скорпіона.

## Специфіка діяльності
В умовах усе більш зростаючою загрозою міжнародного і внутрішнього тероризму, охорона і оборона об'єктів підвищеної небезпеки є одним з основних завдань забезпечення громадської безпеки України. Україна має розвинену ядерну енергетику. Атомні станції, теоретично, можуть стати бажаним об'єктом терористичного акту.
Саме для забезпечення техногенної безпеки і були створені підрозділи «Скорпіон».

## Завдання
«Скорпіон», підрозділ боротьби з тероризмом, в його завдання входить проведення антитерористичних заходів в умовах безпосередньої загрози. Попри це, бійці «Скорпіона», в критичній ситуації, або, в умовах ускладнення оперативної обстановки, можуть безпосередньо брати під охорону і оборону об'єкти і вантажі.
Проведення будь-яких силових заходів на об'єкті ядерного комплексу України вимагає специфічної підготовки і специфічних знань. Для цього вони забезпечують виконання наступних завдань:

- проведення антитерористичних заходів на
  - атомних електростанціях
  - об'єктах, які мають ядерні реактори
  - приміщеннях, які охороняють ядерне паливо та ядерні матеріали;
- супровід вантажу з ядерними матеріалами;
- охорона та оборона Чорнобильської АЕС;
- надання допомоги частинам ВВ та воєнізованій охороні в охороні та обороні атомних об'єктів.

## Об'єкти постійного обслуговування
- 4 атомні електростанції та Державне спеціалізоване підприємство «Чорнобильська АЕС»;
- 9 об'єктів військово-промислового комплексу;
- 3 науково-дослідні установи з ядерними реакторами;
- науково-дослідний інститут хімічної промисловості;
- спеціальні вантажі, ядерні матеріали[2].